# Raja (film)
Raja è un film del 2003 diretto da Jacques Doillon.